# Yun Bo-seon
Yun Bo-seon (en hangul, 윤보선; en hanja, 尹潽善; romanización revisada, Yun Boseon; McCune-Reischauer, Yun Posǒn) (Asan, 26 de agosto de 1897-Seúl, 18 de julio de 1990) fue un político surcoreano que ejerció como segundo presidente de Corea del Sur entre 1960 y 1962.

## Biografía
Yun Bo-seon nació en Asan (Chungcheong del Sur) en 1897. Su tío, Yun Chi-ho, fue un destacado líder contra la ocupación colonial japonesa. En 1917 emigró a Shanghái, donde entró en contacto con la comunidad coreana en el exilio, y en 1921 se instaló en el Reino Unido para estudiar en la Universidad de Edimburgo, obteniendo una maestría en 1930. No regresaría a Corea hasta 1932.
Cuando se produjo el final de la ocupación colonial en 1945, Bo-seon entró en política de la mano de Syngman Rhee, líder de la nueva Corea del Sur. En 1948 el gobierno le designó alcalde de Seúl, y un año después fue ascendido a ministro de Comercio e Industrias. No obstante, Bo-seon se mostró en contra de las políticas autoritarias de Rhee y dejó el cargo en 1950. Fue nombrado presidente de la Sociedad de la Cruz Roja, en 1954 fue elegido diputado de la Asamblea Nacional y en 1955 fundó el opositor Partido Democrático.
Luego que Rhee renunciase por las movilizaciones estudiantiles prodemocráticas, Bo-seon fue elegido presidente de la República de Corea el 13 de agosto de 1960. Con la programación de la Segunda República se adoptó un sistema de gabinete parlamentario al estilo de Francia, donde el presidente sólo tenía un papel nominal y el poder recaía en el primer ministro, Chang Myon (1960-1961). En 1961 se produjo un golpe de Estado militar, encabezado por el general Park Chung-hee, que estableció una junta militar como gobierno provisional. Si bien Bo-seon fue mantenido en la presidencia para garantizar su legitimidad, terminó dimitiendo el 22 de marzo de 1962.
Bo-seon se convirtió en el líder de la oposición a Park Chung-hee durante la Tercera República, y se postuló en dos ocasiones a las elecciones presidenciales como candidato del Nuevo Partido Democrático. Fue derrotado en 1963 con el 45,1% de los votos, quedándose a muy poca distancia de Chung-hee, y en 1967 perdió por un margen mayor. Tras ese episodio dejó de liderar el Partido Democrático, aunque siguió denunciando la deriva autoritaria del régimen de Chung-hee. Durante los años 1970 fue condenado por su participación en actividades opositoras, y cuando Chung-hee fue asesinado en 1979 volvieron a juzgarle por promover una manifestación para reclamar reformas democráticas.
Se retiró de la política en 1980 para dedicarse a la organización de actividades culturales. Falleció en el Hospital de Seúl el 18 de julio de 1990, a los 92 años, por complicaciones derivadas de la diabetes.